# Vendéglátás

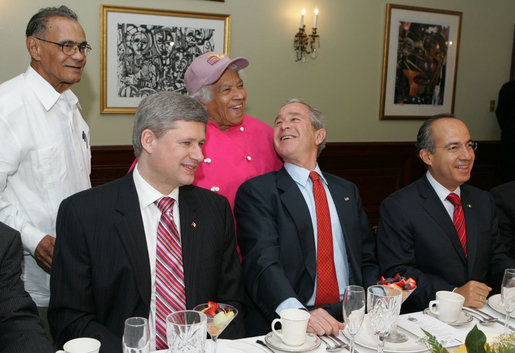
Elnöki látogatás egy étteremben

A vendéglátás   olyan  sajátos  kereskedelmi tevékenység, amelynek keretében ételeket és italokat készítenek (jellemzően helyben fogyasztásra) és ezzel összefüggő szórakoztató és más szolgáltatásokat nyújtanak. A vendéglátás szerkezetét tekintve kettős funkciót lát el. Ugyanis az ételek, néha az italok előállítása is  a vendéglátóhelyeken történik. Ennyiben „ipari” termelés a vendéglátóipar.  Az elkészült termékek (ételek, italok) felszolgálása, már a nevéből is adódik, szolgáltatás.
A vendéglátóipar feladatai a lakosság élelmiszerekkel és italokkal való ellátásában kap szerepet. A vendéglátóipari vállalkozások üzletei az egyes napszakokban étel és ital ellátást biztosítanak a lakosságnak és a turistáknak. A A vendéglátás története messzire nyúlik vissza, már az ókori civilizációkban is találtak nyomokat különböző fogadókról vagy éttermekről.
A vendéglátóipar legfontosabb feladatai:
- a lakosság ételekkel és italokkal való folyamatos ellátása
- a vendéglátóipari üzletek ellátják a belföldi és a külföldi turizmusban résztvevőket
- a vendéglátóipar lényeges feladata az étkezési szokások helyes irányú befolyásolása
- a feladatok közé tartozik a különböző alkalmakból szervezett rendezvények lebonyolítása
- a vendégek szórakozási igényeit kielégíti

A vendéglátóipar tevékenysége:
- termelő vagy ipari tevékenységét (melegkonyhák, hidegkonyhák, és cukrász termelők)
- értékesítő vagy kereskedelmi tevékenységet (éttermek, cukrászdák, eszpresszók, büfék, italüzletek)
- szolgáltató tevékenységet (zene, műsor, ruhatár, felszolgálás)

## A vendéglátás feladatai
A vendéglátás feladatai két fő csoportba oszthatók:
- Egy adott területen lakók  illetve turisták ellátásával kapcsolatos feladatok
- Napi legalább egyszeri főétkezés biztosítása egy adott intézmény, üzem, gyár dolgozói, egy iskola tanulói  számára.

A feladatcsoportok részletei:
- Munkahelyeken, iskolákban napközbeni étkezésre is lehetőséget nyújtó büfék üzemeltetése
- Előfizetéses vagy szerényebb árú étlap szerinti étkezés biztosítása.
- Rendezvények lebonyolítására szolgáló helyszínek.
- Szórakozási lehetőségek nyújtása. (zene, műsor, tánc)
- Speciális igények kielégítése. (diétás kínálat, speciális alapanyagokkal dolgozók, reformétkezés)
- Fogyasztásra kész állapotba hozza az élelmiszereket, amelyeket rendszerint különböző szolgáltatásokkal együtt értékesít.

### A vendéglátás és a gazdaság kapcsolata
- Munkaalkalmat teremt. Nő az üzletek száma→ emelkedik az alkalmazottak száma is.
- Piacot képez a mezőgazdaság és az ipar számára.
- Javítja az infrastruktúrát.
- Étkezési kultúra fejlesztése. (új nyersanyagok, elkészítési eljárások, modern konyhatechnikák)
- A háztartási munka megkönnyítése.
- A fogyasztás körülményei. (tálalás, terítés, minőségi eszközök, ét- és itallap, felszolgálási módok)
- A magyar konyha hagyományainak ápolása.
- Társadalmi közérzetre gyakorolt hatás. (Növeli a komfortérzetet, javítja a közérzetet.)

## A vendéglátás üzletkörei
Üzletek
Fő jellemzőjük, hogy az alapanyagokból, félkész és készételeket gyárt a helyszínen, termel,  s nagy mennyiségben értékesíti is azokat.
Üzemek
Részei: ahol termel
- Központi meleg-konyha
- Központi hidegkonyha
- Pincészetek
- Cukrászat

Részei, ahol értékesít
- Boltok
- Cukrászda
- Egyéb vendéglátó helyek (Szállodák, éttermek, büfék stb.)
- Munkahelyi vendéglátás (Munkahelyi étkezdék, menzák stb.)
- Zenés szórakozóhelyek (Éttermek, bárok, )

## Üzletek  fajtái

### Melegkonyhás üzletek
Jellemzői:

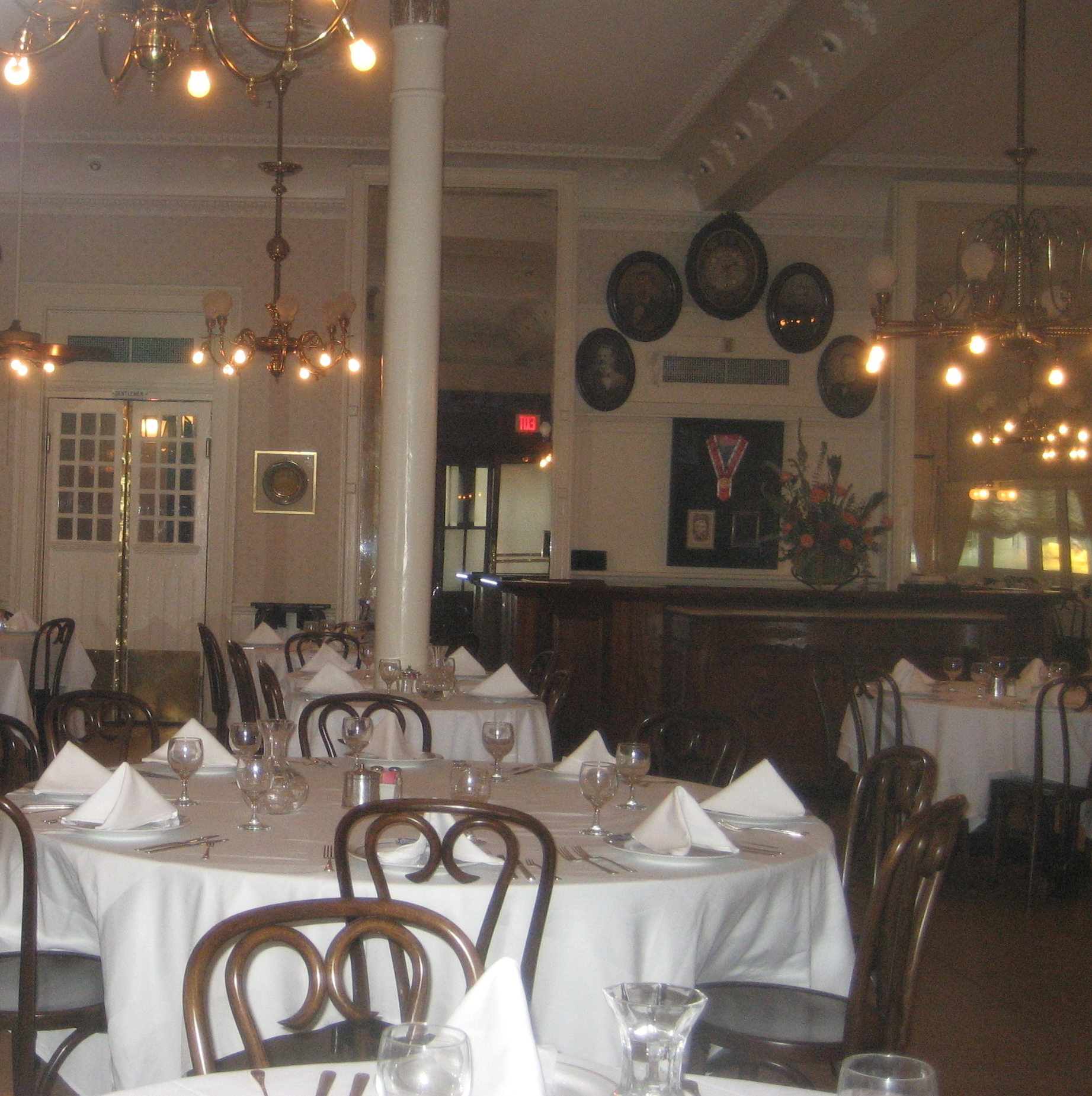
Díszes éttermi terítés

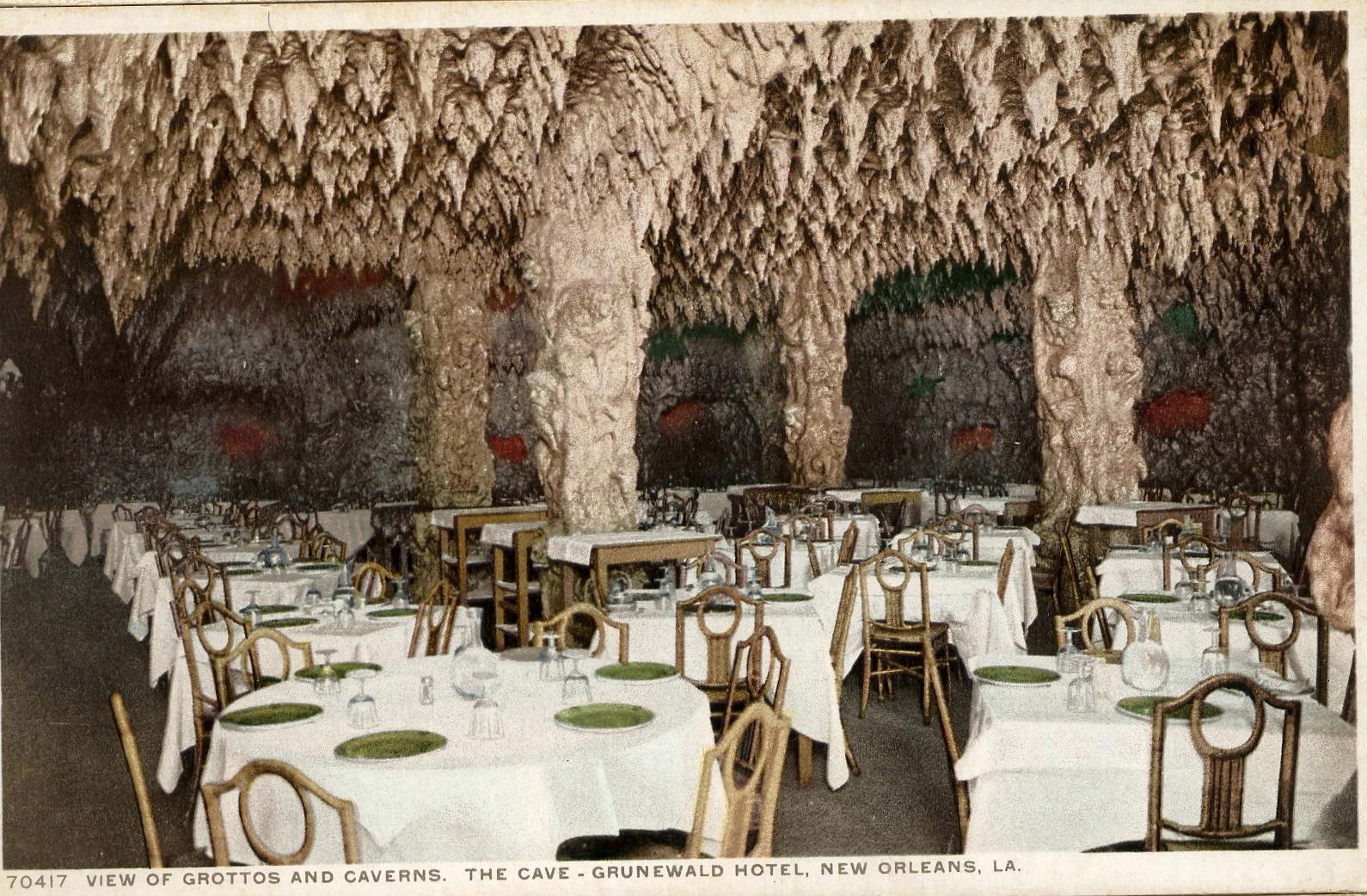
Érdekes hangulatot árasztó éttermi berendezés egy szállodában

- Főétkezési igényt elégít ki /reggeli, ebéd, vacsora
- Kínálat elemei a helyszínen készülnek
- Választékuk a teljes meleg- és hidegétel kínálatot tartalmazza
- Nincs italfogyasztás korlátozása
- Hagyományos értékesítés
- Fogyasztást kiegészítő szolgáltatások (zene)

Melegkonyhás üzletek részei:

#### Étterem
Tulajdonképpen nagyobb vendéglő, amely egyidejűleg nagyszámú vendég kiszolgálására  alkalmas.
Jellemzői:
- jellemzően nagy befogadó-képesség
- nyugat-európai választék
- szállodák kiszolgálása
- lehet nemzeti jelleg /magyaros, olasz…/
- tisztasági szolgáltatások
- halk háttérzene
- nagyobb rendezvények, esküvők, konferenciák lebonyolítása

#### Vendéglő
A vendéglő olyan vendéglátóüzem, amelyben melegételeket és italokat szolgálnak fel.
A vendéglős általában a vendéglő tulajdonosa és vezetője.
Jellemzői:
- kisebb, családiasabb hangulatú
- főleg helyi, vagy környékbeli vendégek
- jellemző a törzsvendégek nagy aránya
- szűkebb a választék, emiatt
- egyszerűbbek a felszerelések és az eszközök

#### Csárda
Lakott területen kívül forgalmasabb közlekedési, állatterelő út menti pusztákon épült kocsma és vendégfogadó. Indoka a török hódoltság utáni pusztásodás és a ritka településhálózat, a lábon hajtott jószág kereskedelme indokolta. A terelt jószág etetési, itatási törvényei szerint kb. 20–40 km távolságban voltak megtalálhatók. A csárdában kialakított kocsma és vendégfogadó a vásárra igyekvő parasztok , az állatokat terelő pásztorok étkezésére és éjszakázására szolgált. Virágkoruk a 18. században volt. A közlekedési utak és a vasút kiépülésével jelentőségük megszűnt. A 20. század végén „autós” csárdává alakultak a megmaradtak. A pusztai kocsma rendesen falvak közelében vagy utak mellett lóváltó állással működtek. A magyar népnek útközben, utazás közbeni kedvelt pihenő és mulató helye volt. A halászcsárda hasonló az előbbiekhez, azzal a különbséggel, hogy tájjellegű, főleg halból készült ételek forgalmazására hozták létre a hajózási illetve vontatási utak mentén.
Jellemzői:

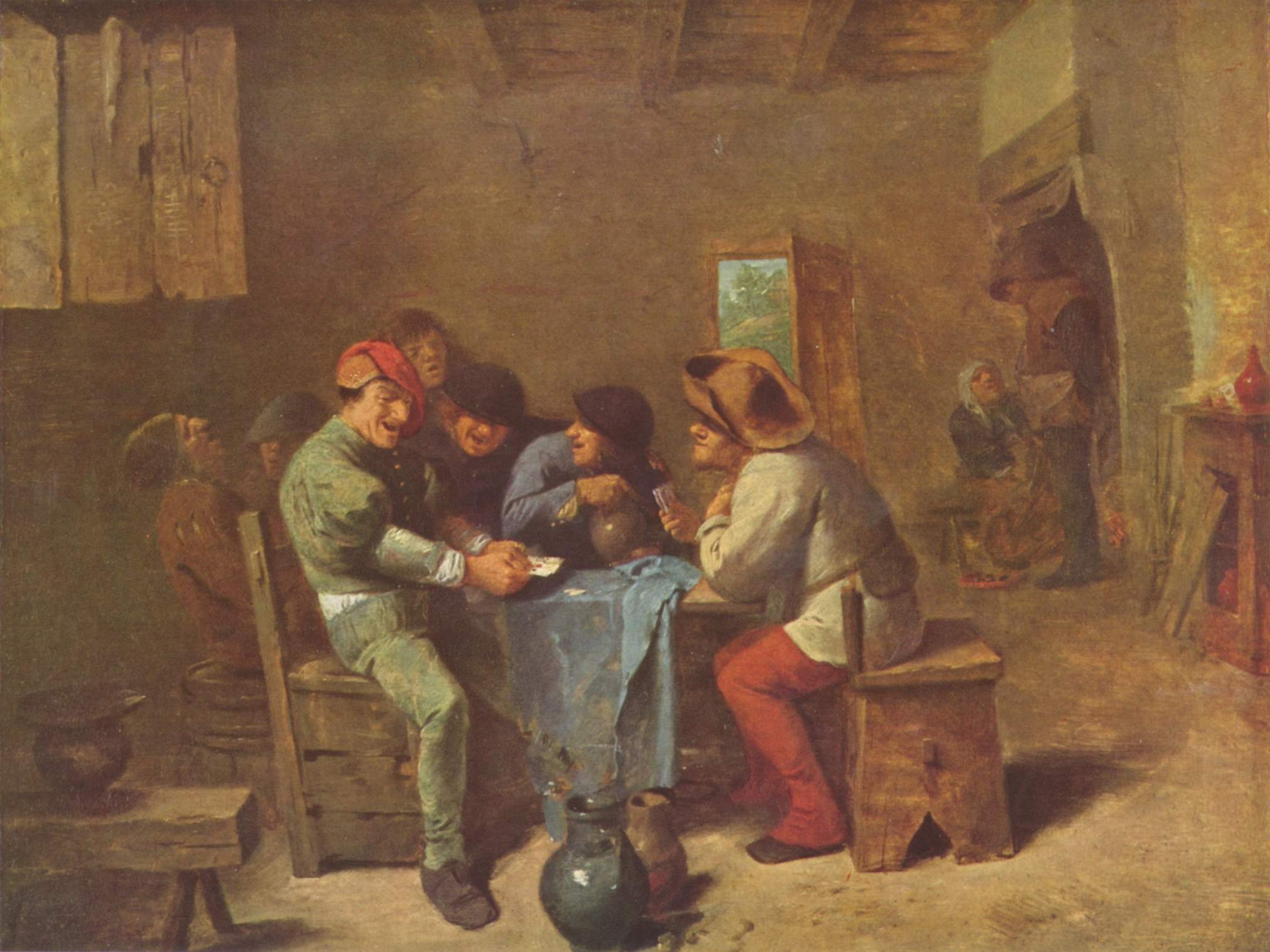
Kártyázó parasztok a kocsmában (festmény)

- elhelyezkedése: városon, falun kívüli terület
- utak mentén
- kialakítása: parasztházszerű, szalmatető, veranda
- kínálata: magyaros, népies ételek
- kicsi a választékelemek száma
- italai a magyar italfogyasztást tükrözik /sör, bor, pálinka/
- jellemző a népzene
- berendezése: egyszerű, népies jellegű, fa bútorok
- eszközei: cserép, fa, szőttes abrosz, kemence

#### Söröző
Jellemzői:

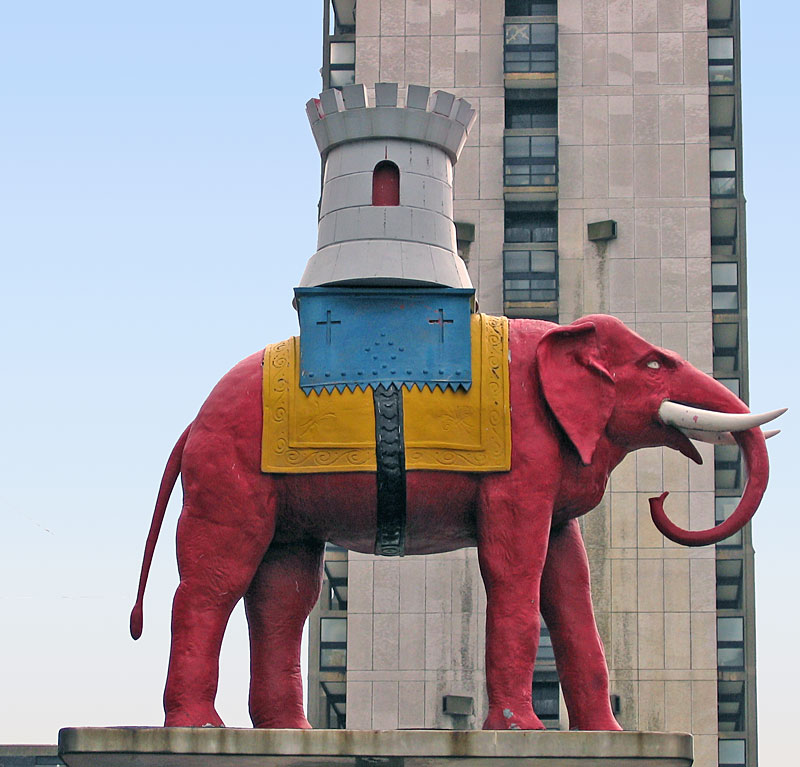
„Elefántos kastély” söröző cégtáblája

- német nyelvterületről származó üzlettípus (bajor)
- fa berendezés
- bokszos elrendezés
- a sörválaszték a kínálat alapja
- az ételek ezt egészítik ki
- meleg egytálételek, sörkorcsolyák
- sramli zene

#### Étkezde, kifőzde

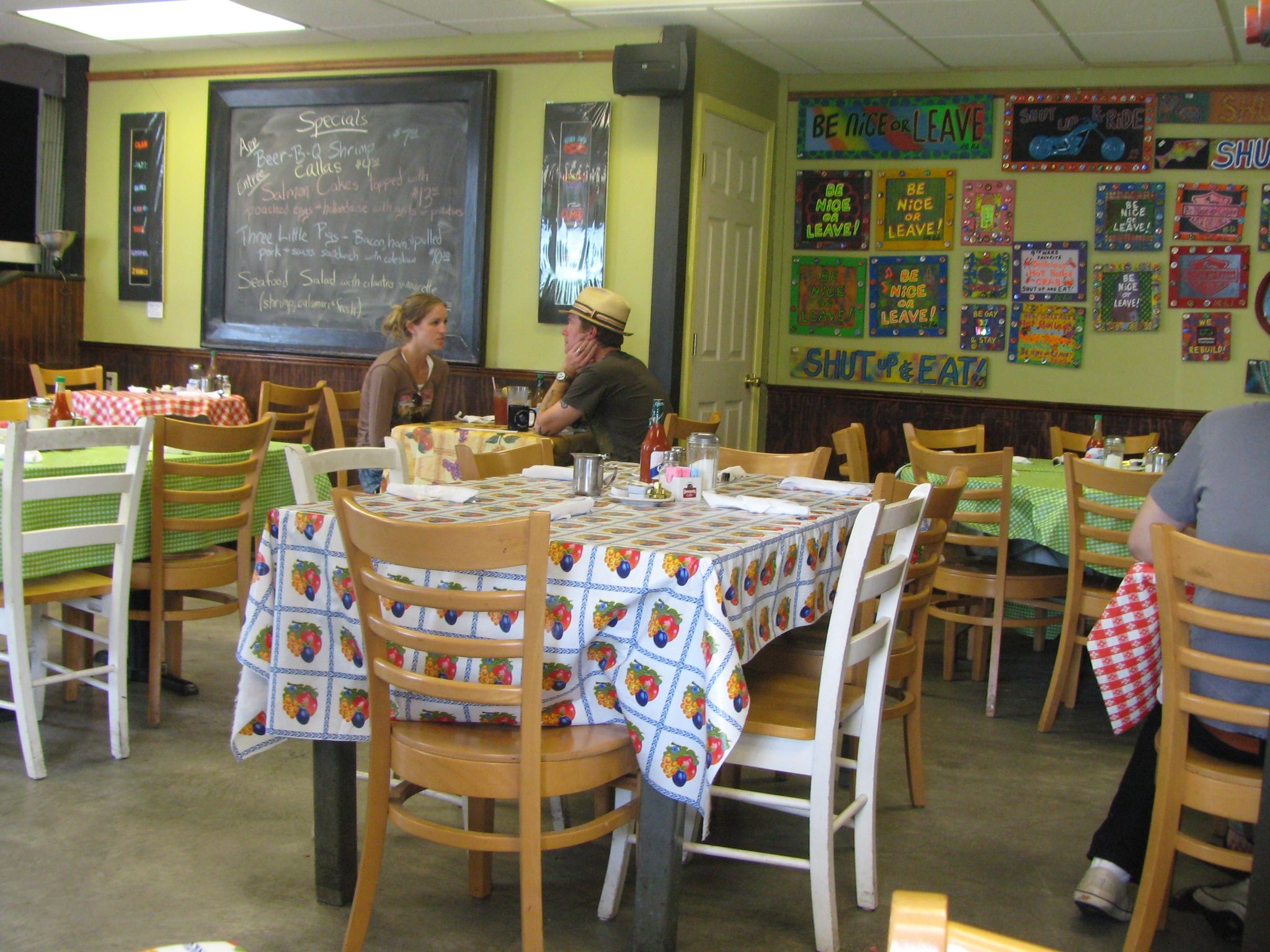
Étkezde belseje

Kisebb egyszerű étkezde, amely magántulajdonban van. Hangulatos, de egyszerű étkezést biztosít a területen ottlakóknak és a kisebb pénzű turistáknak. Főleg Budapesten és a Balatonon voltak megtalálhatók a 20. század 60-as, és 70-es éveiben, amikor a magánjellegű vendéglátás egyedüli engedélyezett módja volt.
Jellemzői:
- hétköznapi főétkezési igényekre
- kevés elemből álló ételsor; menü, 1-2 fogás
- egyszerű, házias ételek
- előre lekötött mennyiség –előrefizetés
- étkezde: helyszíni fogyasztással
- kifőzde: ételt hazaszállításra is készítettek
- szeszesitalok közül a sör engedélyezett

#### Kávéház
Jellemzői:

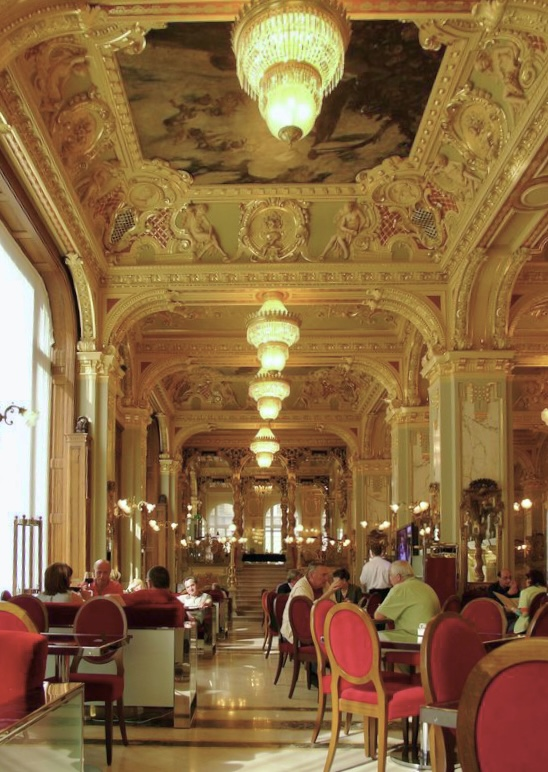
A New York kávéház Budapesten

- sajátos hangulatú vendéglátóegység
- melegételt reggelire készít
- cukrászsüteményeket és hidegkonyhai készítményeket kínál
- széles italkínálat – alkoholos és alkoholmentes is /reggeli melegital/
- kiemelt a kávékínálat számossága
- kulturális tevékenységek: újság, zene
- írók, költők, színészek, művészek találkahelye

#### Gyorsétkező helyek

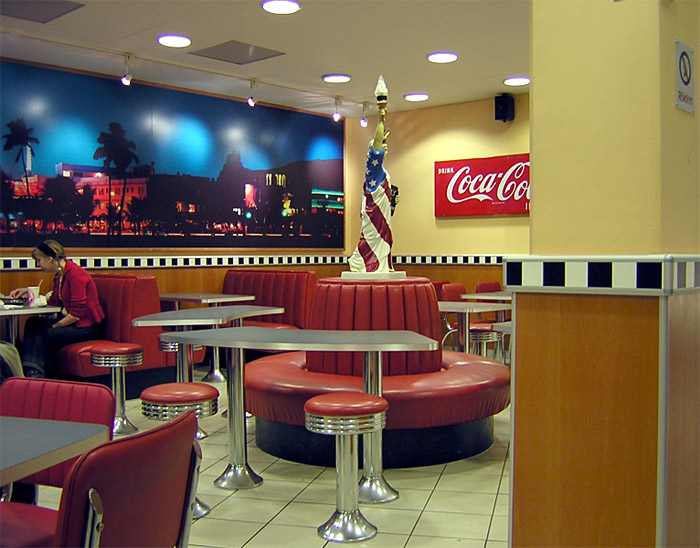
Egy gyorsétkező belseje (a fogyasztás helye)

Önkiszolgáló illetve félönkiszolgáló és automatákkal felszerelt vendéglátóbolt.
Jellemzői:
- szűk
- állandó választék
- automatizált munka
- franchise rendszer
- óriási marketing kommunikáció
- észak-amerikai étkezési kultúrák

#### Snack bár
Jellemzői:
- szűk ételválaszték
- rövid nyitvatartási idő
- plázák tipikus vendéglátóhelye
- alapanyag tájegységre, készítési módra specializált
- főzelékfaló
- nemzeti ételek (kínai, görög, stb)

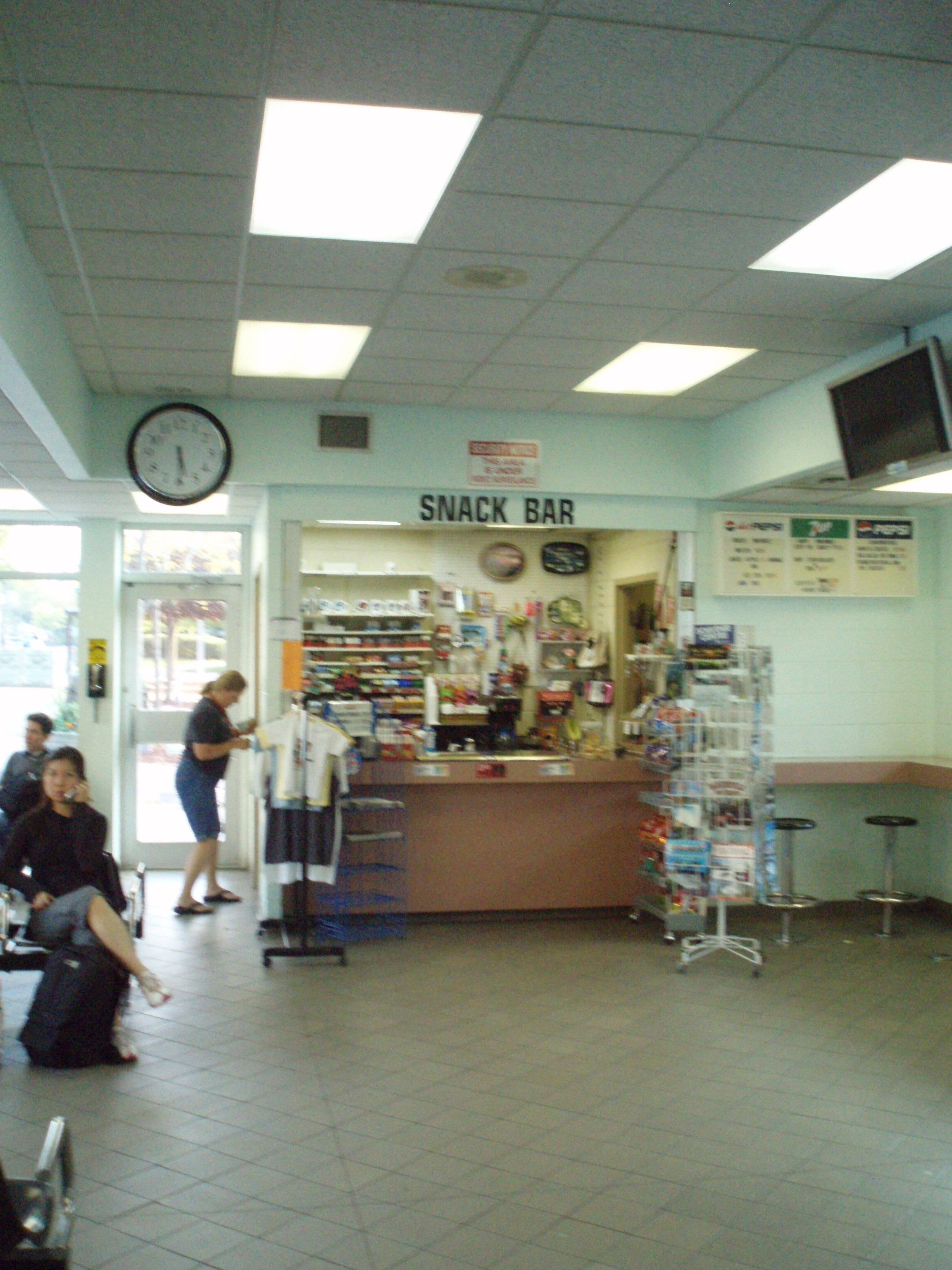
Snack bar a terminálon

- vegetáriánus ételek
- grillbár
- önkiszolgáló

### Cukrászdák

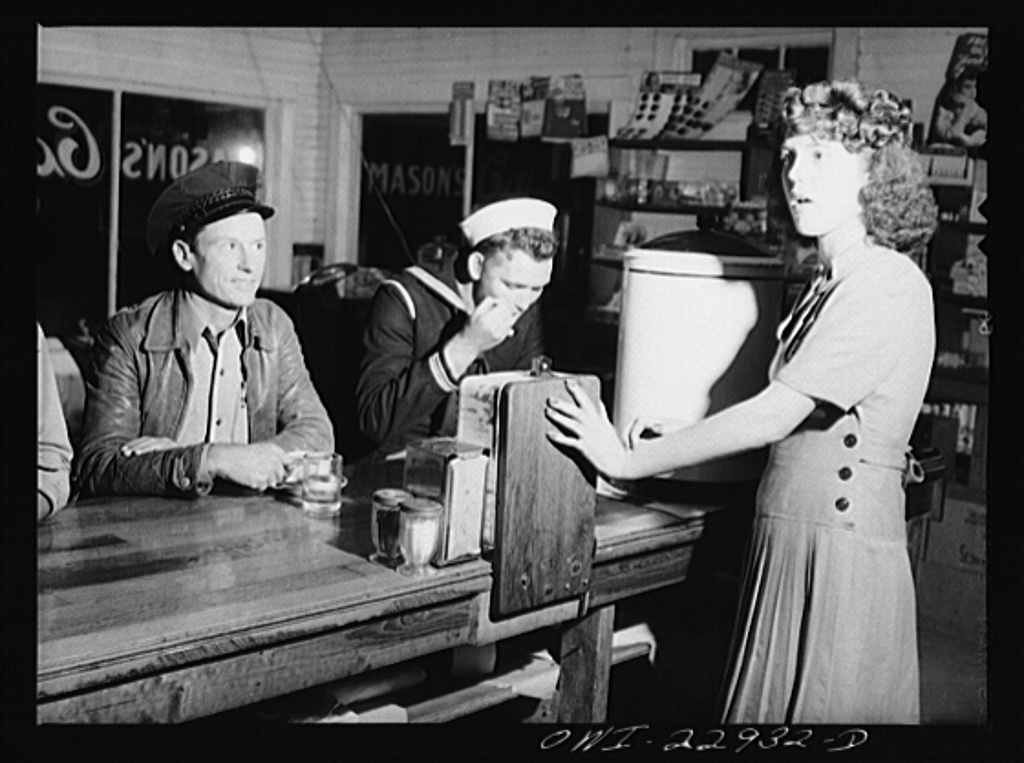
Cukrászda az 50-es, 60-as évekből

Süteményeket, édességet készítő és árusító vendéglátóipari kisüzem. A nagyobb éttermeket központi helyen termelő cukrászatból, vagy cukrászüzemből látják el édesipari termékekkel.
Jellemzői:
- a sütemények a helyszínen készülnek
- széles sütemény választék
- aprósütemény /sós, édes/
- hideg készítmények
- széles ital választék (alkoholos is)
- helyszíni fogyasztás

### Italüzletek
1. Kocsma:
Kisebb egyszerűbb italmérés, ahol rendszerint (hidegkonyhai) ételek is kaphatók.
Jellemzői:
- széles italválaszték
- főleg kimért italok
- egyszerűbb, kisebb hazai italkínálat
- szendvicskészítés
- zene, játék (nyerő illetve nem nyerő játék automaták), lehetőség

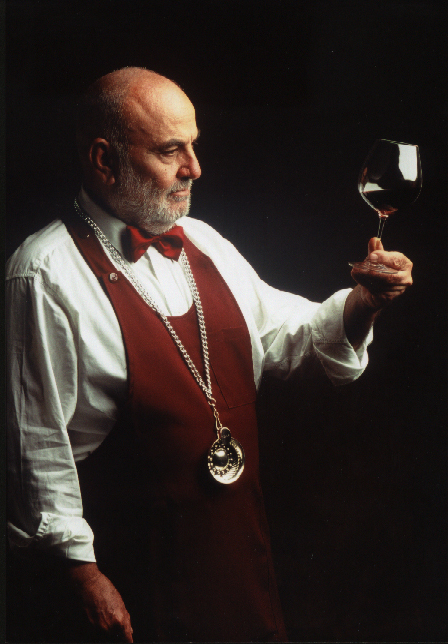
Italkínáló szakember (Szommalié)

- főétkezésen kívüli időben

2. Borozó:
Bort kimérve árusító kisebb vendéglátóipari üzem. Többedmagával ráérősen, kedélyesen beszélgetve, bort iszik.
Jellemzői:
- főleg a hazai borok kínálata a jellemző
- boros pincében
- kialakítása népies is lehet, hordók, fa asztalok, prés

3. Borkóstoló:
Jellemzői:
- bor utak kínálati eleme
- hazai, általában saját termésű boraikat kínálják

4. Pub-sörbár:
Általában mérsékelt árszabású vendéglő, ahol főként sört mérnek. Újabban van olyan söröző, ahol a saját, a helyszínen gyártott termékeiket árusítják.
Jellemzői:
- angol nyelvterületről érkezett üzlettípus
- kínálatát a csapolt sörök teszik ki
- széles egyéb italkínálat
- magas árfekvés
- vendégköre: külföldiek, magas fizetésűek, vezető beosztásúak

zene, játék lehetőség (pl.: darts)
5. Nappalibár:
Jellemzői:
- szállodák vendéglátó egysége
- funkciója: a várakozási idő alatti szórakozás
- helye: a hallban, a fogadó helységben
- származási hely: Amerikai Egyesült Államok
- kínálata főleg koktélok, long-drinkekből áll
- ételei: koktél szendvicsek, falatkák, fagylalt

### Egyéb vendéglátóhelyek

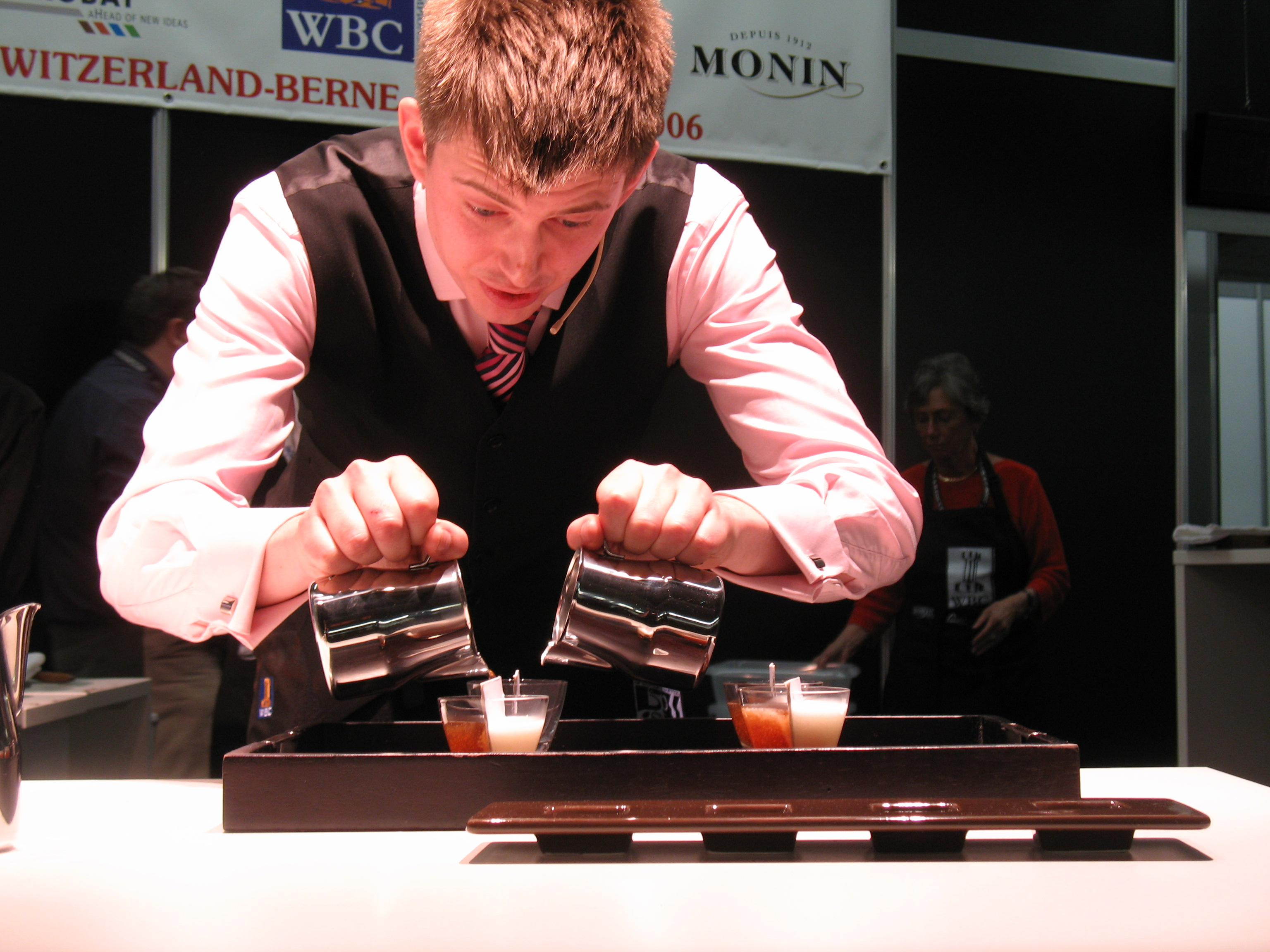
Kávé készítése egy kávézóban

1. Bár  (Kínálata főleg röviditalok, koktélok, long-drinkekből áll.)
2. Borház  (Általában a környék borait népszerűsíti.)
3. Borozó  (Főleg tájjellegű borokat kínál.)
4. Borpince (Magánjellegű borkimérés.)
5. Büfé (Állópultos, italfogyasztásra szakosodott, árusítóhely.)
6. Eszpresszó (Kisebb hangulatos kávézó, a kávé mellett cukrászsütemények, és fagylaltot is árusítanak.)
7. Ételbár (Ételspecialitásokra szakosodott – helyben és kiszállítással is rendelhető ételek bő választékkal.)
7. Étkezde  (Kifőzde, családias, menüs ételeket kínáló hely.)
9. Fagyizó  (Kizárólag fagylaltot árusító kisbolt, de mozgóárusításra is használt kifejezés.)
10. Falatozó  (Olyan büfé, amely ételeket, szendvicseket kínál, de szeszes italokat nem.)
11. Grill étterem  (Grillezett ételekre szakosodott kisebb étterem.)
12. Internet kávézó  (Számítógépekkel ellátott kávézó.)
13. Kávézó (Kávékülönlegességeket is árusító, gyors, álló kiszolgálású vendéglátóhely.)
14. Lacikonyha  (Heti-, havi vásárok, majálisok stb. sátras sütödéje: frissensült húsételek, flekken, cigánypecsenye, sült máj, sült hurka és kolbász készítése és állópultos árusítása.)
15. Lángossütő (Üdülőhelyeken, piacokon és egyéb forgalmas helyeken (autóbusz állomások), többféle ízesítésű lángosokat áruló pavilon.)
16. Menza (Helyben készült ételek, óvodák, iskolák étkeztető helye, de lehet tálalókonyhás is, amikor egy nagyobb konyha szállítja az ételt, és csak egy tálaló konyha van az iskolában-óvodában.)
17. Palacsintázó (Többféle ízesítésű palacsintákat áruló pavilon.)
18. Sütemény bolt (Sokféle péksütemény árusítására szakosodott bolt.)
19. Teázó (Az eszpresszóhoz hasonlóan különleges teákat is kínáló hely.)
20. Tejbár (Kizárólag tejes ételeket, tejes italokat, szendvicseket árusító gyorsétkező hely.)

### Munkahelyi vendéglátás
A munkahelyi vendéglátás alapvetően csak abban tér el a másik fajta vendéglátástól, hogy a vendégkör meghatározott. Az adott munkahely dolgozóiból, a szervezettel kapcsolatban álló személyekből áll. (pl.: tanulók, katonák, nyugdíjasok) A szolgáltatás díját nem esetileg, hanem ciklusosan visszatérő időszakonként  (hetente, havonta, negyedévente) térítik meg a fenntartónak illetve a járandóságaikból levonják. A munkahely a jogszabályban megállapított kedvezményeket is adhat a vele kapcsolatban állóknak, természetbeni hozzájárulásként.
Fajtái:
- munkahelyi étterem
- munkahelyi büfé

Mindkét formára jellemző hogy, az alkohol értékesítése tilos!

### Zenés szórakozóhelyek

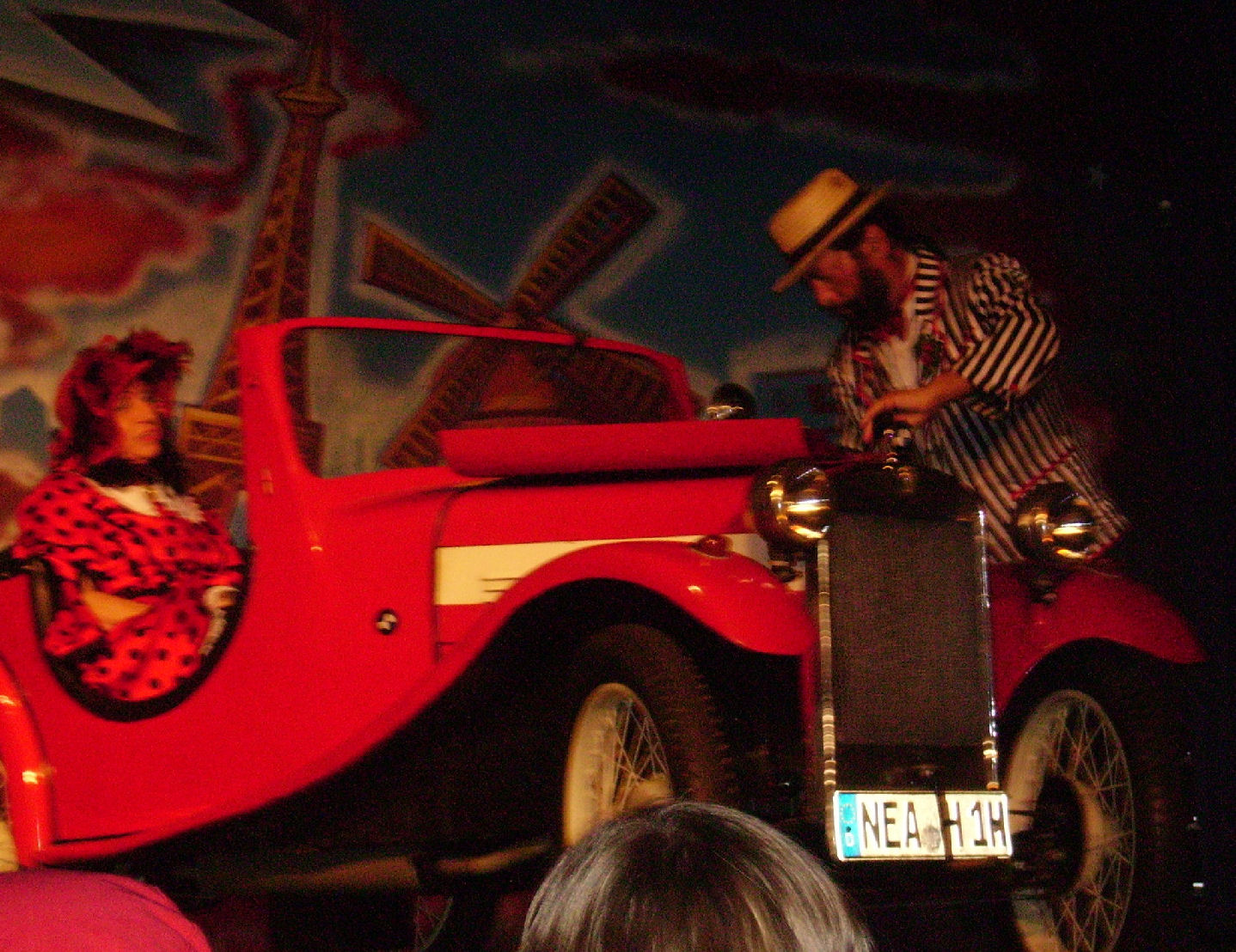
Varieté műsor

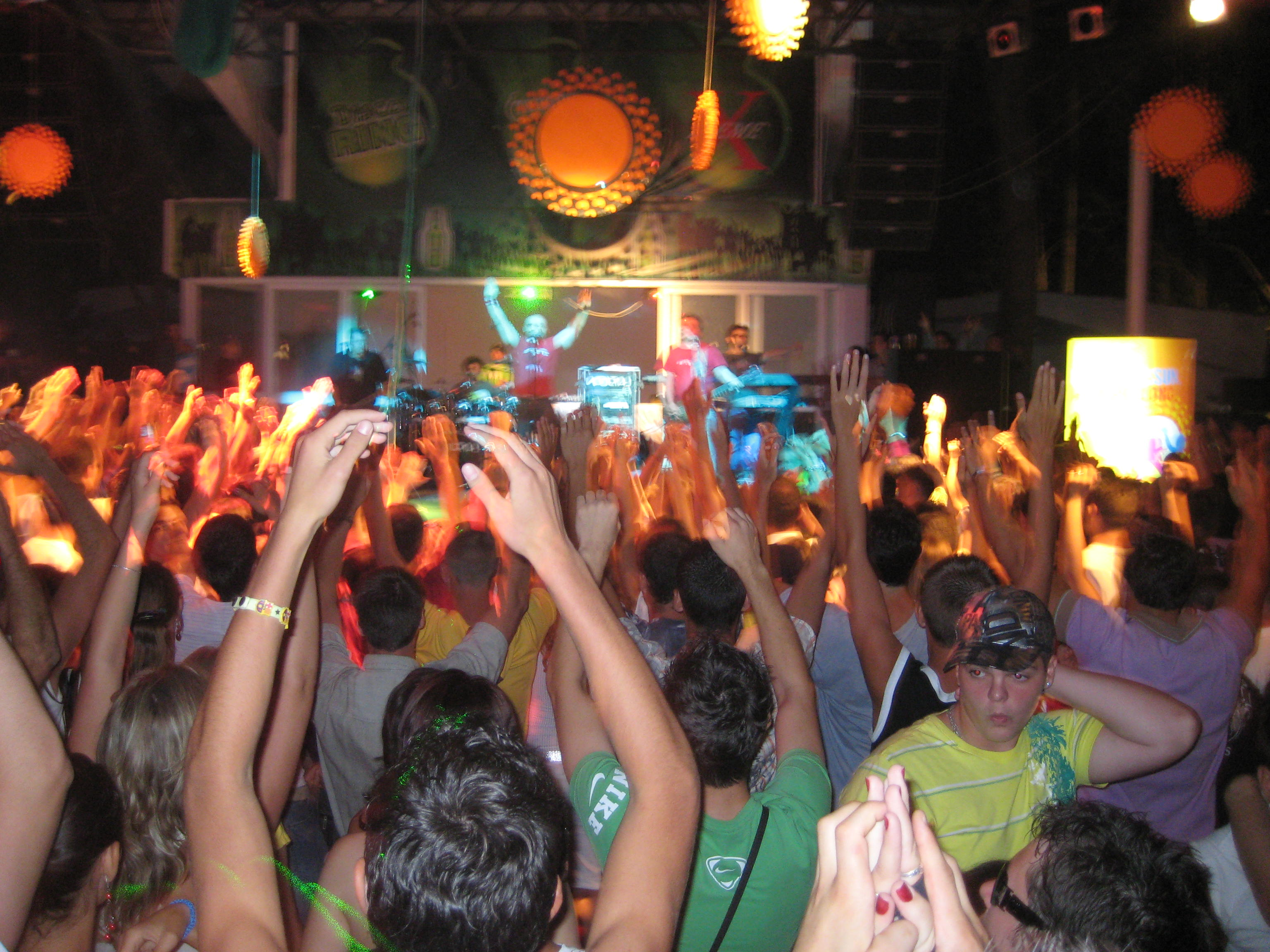
Hangulat a diszkóban

Varieté: francia  Szórakoztató ének, tánc és artistaszámokat, vidám jeleneteket bemutató kisebb színház. A varieté műsor az szórakoztató vidám számokból álló műsor.
Jellemzői:
- szórakozás, műsor a lényeg
- kötelező fogyasztás
- magas árfekvés
- éjszakai nyitvatartás
- különleges, drága ételek
- italok
- Szeparé  francia (Mulatóban függönnyel elkülöníthető páholyszerű fülke. Kávéház, vendéglő kisebb különszobája.)
- páholyok
- lokál

Diszkó:  (disco)
Általában a fiatalabb korosztályok részére rendezett táncos, zenés szórakozóhely.
Jellemzői:
- szórakozás, lényeg a tánc és a zenehallgatás
- kötelező fogyasztás nincs. A zene inkább a fogyasztás ösztönzésére szolgáló műsor.
- szolid árfekvés
- éjszakába nyúló nyitvatartás
- italok

## Külső hivatkozások
- A bor felszolgálásának menete[halott link]
- A borkóstolás technikája